# Harry Reser
Harry Reser, född 17 januari 1896 i Piqua, Ohio, död 27 september 1965 i New York, var en amerikansk banjospelare och jazzorkesterledare. Han började uppträda redan som åttaåring, och studerade piano. Runt 1920 lärde han upp sig i banjo som blivit ett viktigt instrument i jazzorkestrar och han skivdebuterade 1922. Under 1920-talet ledde han den populära jazzorkestern "The Six Jumping Jacks" som också släppte ett stort antal 78-varvare för skivbolaget Brunswick. Han ledde även många andra orkestrar.
Reser valdes 1999 in i amerikanska Banjo Hall of Fame.